# Sinopoda dayong
Sinopoda dayong är en spindelart som först beskrevs av Bao, Yin och Yan 2000.  Sinopoda dayong ingår i släktet Sinopoda och familjen jättekrabbspindlar. Inga underarter finns listade i Catalogue of Life.